# Théorie de l'émotion construite
La théorie de l'émotion construite (anciennement le modèle d'acte conceptuel de l'émotion) est une théorie scientifique permettant d'expliquer l'expérience et la perception de l'émotion,. Cette théorie a été proposée par Lisa Feldman Barrett pour résoudre le « paradoxe de l'émotion » qui pose un problème aux chercheurs étudiant les émotions depuis plusieurs décennies.
Le paradoxe de l'émotion est le suivant : Les gens vivent des émotions intenses et vivides au quotidien: ils racontent percevoir des émotions comme « la colère », la « tristesse » et le « bonheur » chez les autres, et ils racontent avoir éprouvé ces mêmes émotions en eux-mêmes. Néanmoins, les preuves psychophysiologiques et neuroscientifiques n’ont pas permis de confirmer de manière cohérente l’existence de telles catégories d’expériences discrètes. Au lieu de cela, les preuves empiriques suggèrent que ce qui existe dans le cerveau et le corps sont les affects, et que les émotions sont construites par plusieurs réseaux cérébraux fonctionnant en tandem,.
Malgré ces preuves, la plupart des autres théories de l'émotion supposent que les émotions sont génétiquement dotées, non apprises et sont produites par des circuits spécialisés dans le cerveau: un circuit de la colère, un circuit de la peur, et ainsi de suite. Ce point de vue va tout à fait dans le sens des conceptions de sens commun de l'émotion. La théorie de l'émotion construite remet en question cette hypothèse. Cela suggère que ces émotions (souvent appelées « émotions de base ») ne sont pas biologiquement câblées, mais sont plutôt des phénomènes qui émergent dans la conscience « dans le moment » à partir d'ingrédients plus fondamentaux. Les émotions sont ainsi d'une certaine manière apprises.

## Énoncé de la théorie
La théorie sous sa forme simplifiée peut s'énoncer de la sorte : 
« À chaque moment de réveil, votre cerveau utilise vos expériences passées, organisées en concepts, pour guider vos actions et donner un sens à vos sensations. Lorsque les concepts impliqués sont des concepts d’émotion, votre cerveau construit des moments d’émotion. »
 De manière plus détaillée, des moments d'émotion sont construits dans tout le cerveau par plusieurs réseaux cérébraux en collaboration. Les ingrédients entrant dans cette construction incluent l'interoception, les concepts et la réalité sociale .
Les prédictions interoceptives fournissent des informations sur l'état du corps et finissent par générer des sentiments basiques et affectifs de plaisir, de déplaisir, d'éveil et de calme. Les concepts sont des connaissances incarnées (de votre culture), y compris des concepts d'émotion. La réalité sociale constitue l'accord collectif et le langage qui rendent possible la perception de l'émotion chez les personnes partageant une même culture. 
Par analogie, considérons l'expérience de la couleur. Les personnes ressentent les couleurs sous forme de catégories discrètes: bleu, rouge, jaune, etc., et ces catégories varient selon les cultures. Cependant, la physique de la couleur est en réalité continue, les longueurs d'onde étant mesurées en nanomètres sur une échelle allant de l'ultraviolet à l'infrarouge. Lorsqu'une personne perçoit un objet comme étant « bleu », elle utilise (inconsciemment) ses concepts de couleur pour catégoriser cette longueur d'onde. Et en réalité, les gens perçoivent toute une gamme de longueurs d'onde comme étant « bleues ». 
De même, les émotions sont généralement considérées comme discrètes et distinctes, la peur, la colère, le bonheur, tandis que l'affect (produit par l'interoception) est continu. La théorie de l'émotion construite suggère qu'à un moment donné, le cerveau prédit et catégorise le moment présent au moyen de prédictions interoceptives et des concepts d'émotion de sa culture, afin de construire un moment d'émotion, tout comme on perçoit des couleurs discrètes. Ce processus instancie l'expérience « d'avoir une émotion ». 
Par exemple, si le cerveau de quelqu'un prédit la présence d'un serpent ainsi que les effets désagréables qui en résulteraient, il pourrait catégoriser et construire une expérience de « peur ». Ce processus a lieu avant que toute entrée sensorielle réelle d'un serpent atteigne la conscience. Au contraire, un chercheur défendant la théorie des « émotions de base » dirait que la personne voit d'abord le serpent et que cette entrée sensorielle déclenche un « circuit de la peur » dédié dans le cerveau. 

### Formulations précédentes de la théorie
Les premières formulations de la théorie ont été décrites en termes d’affect fondamental plutôt que d’introspection. L'affect fondamental est un état neurophysiologique caractérisé selon deux dimensions : 
- plaisir contre mécontentement, mesuré selon une échelle continue allant du positif au négatif ;
- excitation élevé ou excitation faible, mesuré selon une échelle continue entre ces critères.

Selon le modèle d'acte conceptuel initial, l'émotion est générée lorsqu'une personne catégorise son état affectif fondamental à l'aide de ses connaissances sur les émotions. Cette théorie combine des éléments de relativité linguistique et de neuroscience affective.
Le terme « affect fondamental » a été utilisé pour la première fois en version imprimée par Russell et Barrett en 1999 dans Journal of Personality and Social Psychology où il est utilisé pour faire référence aux sentiments affectifs qui font partie de chaque état de conscience 1889 System der Philosophie). Le terme « affect fondamental » semble également avoir été utilisé comme expression se rapportant à la compréhension neuropsychologique du comportement en tant qu'affect morbide à la base de tout type de comportement humain.

## Dans le domaine de l'intelligence artificielle
Les années 2010/2020 voient se développer l'IA émotionnelle, qui peut être appliquée aux humains et aux animaux, et permettre des interactions homme-Machine plus empathiques et personnalisées ; mais elle exige une vigilance éthique, une diversité des données d'entraînement, et une compréhension fine des émotions comme phénomènes complexes et contextuels.
La reconnaissance des émotions par l'intelligence artificielle, s'est considérablement développée dans les années 2020 ; elle s'appuie sur la reconnaissance automatique de l'émotion qui transparait sur un visage, dans un texte, dans la voix et les attitudes des personnes ou d'animaux (chien par exemple).
La théorie de l'émotion construite évoque les théories de langages mentaux développés par Geoffrey Hinton et Daniel Denett dans le domaine de l'intelligence artificielle. 
Des IA (de type chatbots en général) sont déjà conçues pour imiter l'empathie humaine, pour simuler l'amour ou l'amitié, pour répondre aux émotions et apprendre d'elles. Ces IA sont parfois associées à un robot doté d'un visage mobile et/ou capable de reproduire des signes d'émotions. 
Selon la théorie de l'émotion construite, les émotions humaines ne sont pas directement déterminées par des patterns de réponses physiologiques (comme la transpiration ou l'accélération du pouls) ; elles sont plutôt déterminées par des processus mentaux complexes, qui interprètent ces réponses comme étant significatives dans un contexte donné (par exemple, une accélération du rythme cardiaque est ainsi mentalement traduite comme de la peur dans certaines situations, comme de l'excitation, ou comme la simple conséquence d'un effort physique dans d'autres situations).

Dans une certaine mesure, l'IA générative émotionnelle détecte, interprète, suscite et imite les intuitions et émotions humaines, qu'elle a donc initialement appris, puis qu'elle peut analyser, de manière multimodales, à partir du contexte (ex. : visage, voix, texte, choix de mots, physiologie, attitude) pour modéliser, prédire — et éventuellement manipuler — des états affectifs. Ainsi, les algorithmes d'apprentissage supervisé ou profond ne détectent pas une « colère universelle », mais apprennent à reconnaître des patterns émotionnels de plus en plus finement, en fonction de contextes ; un peu comme le cerveau humain construit une émotion à partir d'indices sensoriels et de concepts « appris » (consciemment et inconsciemment).
Si à ce jour, dans le domaine émergent de l'informatique affective, l'IA émotionnelle n'est pas dotée de conscience ; si elle ne fait que « mimer » le processus humain de construction émotionnelle, elle le fait de mieux en mieux, en catégorisant des signaux et micro-indices bruts selon des modèles appris, que l'IA peut généraliser et éventuellement améliorer ensuite. Les pseudo-émotions généré par l'IAg, ne sont plus des réponses simple, universelle et préprogrammée, mais des catégorisations dynamiques construites par l'IA à partir d'expériences passées, et de concepts culturels appris. L'IA peut aussi analyser des signaux corporels et le contexte socio-affectif, quand elle y a accès (via le micro et la caméra d'un smartphone par exemple).
Ceci rapproche cette technologie du cadre de la théorie de l'émotion construite, tout en soulevant des enjeux éthiques liés à la diversité culturelle, religieuse, sociopolitique et à la contextualisation et à la subjectivité des émotions. 
Ces approches élargissent même le cadre théorique de l'émotion construite, au delà des concepts de Lisa Feldman Barrett pour qui les émotions ne sont pas des réponses biologiques universelles et préprogrammées, mais des catégorisations dynamiques construites par le cerveau à partir d'expériences passées, de concepts culturels, de signaux corporels et du contexte socia. Notons à ce propos que l'IA n'est pas, sauf dans un contexte expérimental, supposée avoir accès à l'intéroception de son interlocuteur humain. Pourtant, les capteurs utilisés pour le monitoring médical ou certaines expériences (thermomètre électronique, électrodes, patchs biométriques et autres capteurs adhésifs placés sur la peau ou dans le corps) permettent théoriquement à une IA d'accéder à des informations qui dépassent largement celles que nous donne la proprioception. Des capteurs (health-tracker) ingérés ou insérés dans le corps sont aussi utilisés pour des études ou en médecine vétérinaire. Une IA peut par exemple avoir accès à un suivi continu de la température corporelle, du rythme respiratoire, de l'activité électrodermale (car des ceintures thoraciques mesurent la respiration et du rythme cardiaque (ex. : Polar H10, Hexoskin), et elles sont justement utilisées par la Recherche sur la régulation émotionnelle et l'effort cognitif. Enfin, dans la vie courante, l'accéléromètre du smartphone est une source de datas, les bracelets intelligents et montres connectées se multiplient, et certaines applications évaluent déjà le stress, la fatigue, la santé probable, les performances sportives, le sommeil ou des états émotionnels ; l'IoT permet à l'IA d'accéder à des données physiologiques et émotionnelles, souvent sans consentement éclairé de l'humain qui livre ainsi des données sur son état intérieur). 
L'apprentissage et la reconnaissance des émotions sont un champ de recherche interdisciplinaire en pleine expansion, désormais situé à la croisée de la psychologie, des neurosciences, de l'informatique affective et du machine learning. Ces technologies visent à doter les machines de la capacité à comprendre, interpréter, et parfois simuler les émotions humaines ou animales, afin d'améliorer l'interaction homme-machine et le bien-être des utilisateurs, mais qui pourraient aussi servir à manipuler des humains, et à d'autres usages malveillants.
- L'apprentissage de ce que sont les émotions, et des habiletés émotionnelles en IA repose sur des algorithmes capables d'extraire des patterns émotionnels à partir de données multimodales (visage, voix, texte, signaux physiologiques). Les modèles d'apprentissage supervisé ou profond (deep learning) sont entraînés sur des bases de données annotées émotionnellement (ex. : AffectNet, EmoDB), pour reconnaître des émotions de base (joie, colère, peur, tristesse, surprise, dégoût) ou des états plus nuancés (empathie, malaise, ironie)[16].

Des architectures comme les réseaux de neurones convolutifs (CNN), les transformeurs ou les modèles multimodaux permettent une fusion des signaux visuels, vocaux et textuels pour une interprétation holistique des émotions. L'apprentissage émotionnel est également exploré dans des contextes thérapeutiques, éducatifs ou sociaux, avec des IA capables d'adapter leur comportement en fonction de l'état affectif de l'utilisateur (ex. : chatbots empathiques, tuteurs virtuels, assistants vocaux).
- La reconnaissance des émotions humaines par l'IA s'appuie sur plusieurs techniques : la reconnaissance faciale (via les micro-expressions), l'analyse vocale (intonation, rythme, timbre), le traitement du langage naturel (NLP) pour détecter la tonalité émotionnelle des textes, et l'analyse des signaux physiologiques (fréquence cardiaque, conductance cutanée). Ces systèmes sont utilisés dans des domaines variés : santé mentale (détection précoce de la dépression), service client (chatbots adaptatifs), éducation (ajustement du contenu pédagogique), et marketing (analyse des réactions émotionnelles aux publicités). Toutefois, des défis persistent : biais culturels, protection des données émotionnelles, interprétation contextuelle, et limites éthiques liées à la manipulation affective.

- La reconnaissance des émotions animales par l'IA est un domaine émergent, mobilisant des algorithmes capables d'interpréter les expressions faciales, les vocalisations et les comportements des animaux. Des projets comme Intellipig (pour les cochons) ou DeepSqueak (pour les rongeurs) utilisent l'apprentissage profond pour détecter la douleur, le stress ou la joie chez différentes espèces. Ces technologies ont des applications concrètes en élevage, en clinique vétérinaire, et dans la conservation de la faune sauvage. Elles soulèvent également des questions éthiques sur la surinterprétation des signaux et le respect de l'intégrité animale.

### Pensées similaires
Joseph LeDoux a atteint des points de vue similaires. Lisa Feldman Barrett a complexifié et diffusé la théorie de l'émotion construite.